# Йозеф Кріхбаумер
Йозеф Кріхбаумер (нім. Joseph Kriechbaumer; нар. 21 березня 1819, Тегернзе — пом. 2 травня 1902, Мюнхен) — німецький ентомолог, який спеціалізувався на перетинчастокрилих, особливо їздцях-іхневмонідах.
Доктор філософії Кріхбаумер був куратором (директором) Мюнхенського музею природної історії (Державна зоологічна колекція Мюнхена). Його син Антон Кріхбаумер (1849-1935) був також ентомологом.